# Zethus pubescens
Zethus pubescens är en stekelart som beskrevs av Smith 1857. Zethus pubescens ingår i släktet Zethus och familjen Eumenidae. Inga underarter finns listade i Catalogue of Life.